# Catedral de Bana
La catedral de Bana o bien simplemente Bana o Banak (en georgiano: ბანა; en armenio: Բանակ) es una catedral medieval hoy en ruinas erigida en la actual provincia de Erzurum, en el este de Turquía, en lo que antes había sido un territorio fronterizo histórico conocido por los armenios como Tayk y por los georgianos como Tao. Tiene un diseño de tetraconcha grande. Después de la construcción de este monasterio por el rey georgiano Adarnase II de Iberia en el siglo VII, la iglesia fue reconstruida por otro gobernante georgiano, Adarnase IV de Iberia, en algún momento entre el 881 y el 923, y apareció en los registros escritos en las crónicas georgianas del siglo XI. A partir de entonces, fue utilizada como una catedral real por la dinastía Bagrationi hasta la conquista otomana de la zona en el siglo XVI. La antigua catedral se convirtió en una fortaleza del ejército otomano, durante la guerra de Crimea el monasterio fue casi completamente dejado en ruinas durante la guerra ruso-turca de 1877-1878.